# تسپکوو
تسپکوو (به آلمانی: Zepkow) یک شهر در آلمان است که در مکلنبورگیشه زنپلاته واقع شده‌است. تسپکوو ۲۳۰ نفر جمعیت دارد.